# Frauen bildet Banden
Frauen bildet Banden ist ein Dokumentarfilm von Christine Lamberty und Maria Baumeister von 2019 über die militante Frauengruppe Rote Zora in den 1970er und 1980er Jahren in der Bundesrepublik.

## Inhalt
Der Film beschreibt die Geschichte der Roten Zora mit Erinnerungen von Zeitzeuginnen und Beteiligten, dazu erzählen Frauen aus anderen Ländern, welchen Einfluss deren Aktionen bei ihnen hatte. Die Wissenschaftlerin Katharina Karcher berichtet über eigene Forschungsergebnisse.
Außerdem werden Filmaufnahmen über die westdeutsche Frauen- und Studentenbewegung der 1970er und 1980er Jahre gezeigt, die die Atmosphäre der damaligen Zeit widerspiegeln.

## Hintergründe
Der Film wurde durch das LasOtras FrauenLesbenFilmCollectif hergestellt. Er wird seit 2019 in Programmkinos und bei weiteren Veranstaltungen gezeigt.